# Chicago (indijansko selo)
Chicago /u jezicima Indijanaca Sac, Fox i Kickapoo: Shĕkagua =skunk, odnosno Sĕekakohĕgi =place of the skunk. Naziv koji je nekada označava južni dio jezera Michigan duž kojega je jednom živio veliki američki tvor koga je u jezeru ubila skupina lovacas na lisice. Prema W. J./ Selo Miami Indijanaca na mjesru današnjeg Chicaga u Illinoisu u periodu ranih istraživanja tog kraja, 1670-1700. Selo je prema francuskom dokumentu iz 1695. pripadalo plemenu Wea (N. Y. Doc. Col. Hist,. IX 619, 1855). 
U ranim vremenima ovo selo je bilo značajno jer se nalazilo na jednoj od ruta što su vodile prema Mississippiju. Kroz njega prolaze Marquette i Joliet na svom povratku s istraživanja Mississippija, a Marquette tamo provodi i zimu. Godine 1677. rutom kroz Chicago prolazi Allouez, a nakon njega i La Salle na svom drugom putovanju. Joutel i Cavelier nalaze se u njemu 1687-1688, a sljedeće godine slijedio ih je baron La Hontan. 